# Parsac-Rimondeix
Parsac-Rimondeix is een voormalige gemeente in het Franse departement Creuse in de regio Nouvelle-Aquitaine. De plaats maakt deel uit van het Arrondissement Guéret.

## Geschiedenis
De gemeente is op 1 maart 2016 ontstaan uit de fusie van de gemeenten Parsac en Rimondeix. Parsac-Rimondeix telde op 1 januari 2022 713 inwoners. Op 1 januari 2025 is Parsac-Rimondeix gefuseerd met de gemeente Blaudeix tot de nieuwe gemeente Parsac.

## Geografie
De oppervlakte van Parsac-Rimondeix bedraagt 47,02 km², de bevolkingsdichtheid is 15 inwoners per km² (per 1 januari 2019).
De onderstaande kaart toont de ligging van Parsac-Rimondeix met de belangrijkste infrastructuur en aangrenzende gemeenten.

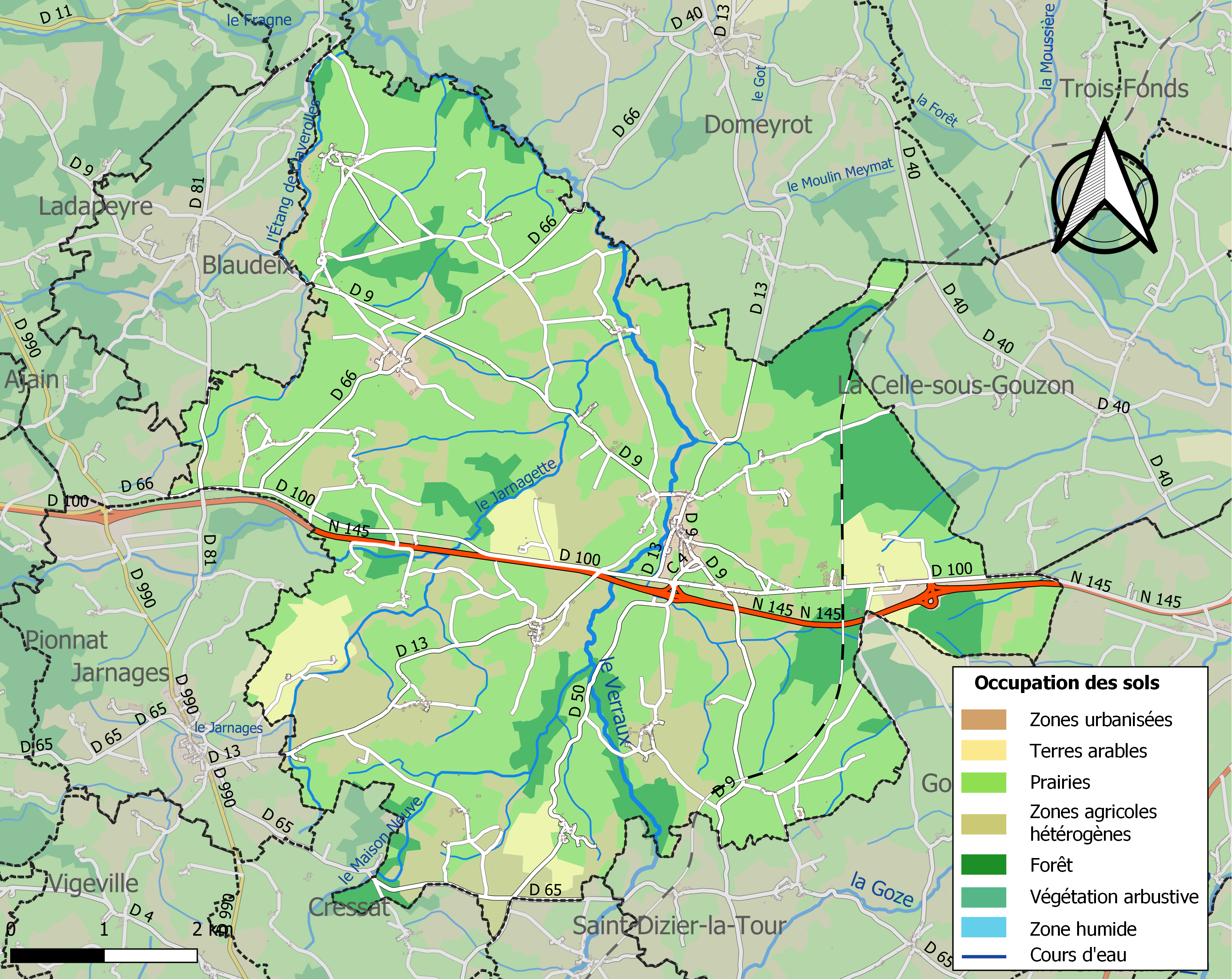

Blaudeix · Rimondeix · Parsac

Voormalige gemeente: Parsac-Rimondeix